# Mesanthura bermudensis
Mesanthura bermudensis är en kräftdjursart som beskrevs av Brian Frederick Kensley 1994. Mesanthura bermudensis ingår i släktet Mesanthura och familjen Anthuridae. Inga underarter finns listade i Catalogue of Life.